# Erich Lechler
Erich Lechler (* 19. Januar 1890 in Schwaigern; † 20. Dezember 1963 in Ellhofen) war ein deutscher Politiker (BCSV, CDU).

## Leben
Nach dem Abitur am Gymnasium in Heilbronn absolvierte Lechler eine Banklehre. Er arbeitete anschließend als Bankkaufmann und war von 1911 bis 1914 als solcher in Liverpool und Moskau tätig. Im Ersten Weltkrieg wurde er wegen der deutsch-russischen Kriegshandlungen bis 1915 in Russland interniert. Als er nach Deutschland zurückkehrte, nahm er von 1916 bis 1918 selbst am Krieg teil und war von 1918 bis 1919 Angehöriger des Grenzschutzes Ost. Danach ging er wieder seinem ursprünglichen Beruf nach und wurde 1923 Leiter der Filiale der Deutschen Bank in Lörrach.
Lechler war nach dem Zweiten Weltkrieg als Bankdirektor in Lörrach tätig. Er trat in die BCSV ein, aus der später der badische Landesverband der CDU hervorging. Von 1946 bis 1947 war er Mitglied der Beratenden Landesversammlung des Landes Baden.